# Прянишников Іван Петрович
Іван Петрович Прянишников (1 травня 1831, Гродно — 4 квітня 1909) — український живописець, аквареліст.

## Біографія
Народився 1 травня 1841 року в м. Гродно, де батько служив начальником місцевої митниці. В юнацькому віці захопився живописом і став професійним художником. У 1870 році виїхав за кордон. Класичну освіту Іван отримав у Варшаві, в навчальному закладі для молодих людей з «хороших сімей». У 17 років, після закінчення інституту, він вільно володів польською, німецькою, французькою і англійською мовами. Йому подобалася верхова їзда — згодом його любов до коней проявилася в картинах. Він мав здібності до малювання, і батьки вирішили віддати його у знамениту Академію святого Лука в Римі. Антична культура, музеї і пам'ятники Риму зачаровували хлопця. Проте ще більше вабила його боротьба італійського народу за незалежність. Іван вступив навіть у військо народного героя Італії Джузеппе Гарібальді. Цікава була його участь у міжнародному конкурсі, заснованому в Австралії, на тему з життя негрів. Іван Петрович представив три гумористичні сцени і отримав першу премію. Ці картини знаходилися в російській колекції, як і дві палітри, якими він користувався усе своє життя. Об'їздив всю Італію, побував у Швейцарії, Франції. У 1874 році одружився з француженкою Жозефіною де Генрі Ланжерос, оселився в Провансі в селі Санта Марія де Ла Мер. Ось як описує життя свого брата в той період Олександр Прянишников :
```
"Поступово Іван Петрович віддаляється від 
Парижу
... і проводить велику частину життя в Камаргі. Це природний резерват у 
Франції
, в дельті Рони, недалеко від Марселя і Авіньйона... Ця дельта цікава своїми нескінченними пейзажами, багата дичиною і знаменита стадами чорної рогатої худоби і швидких коней, що виводяться для провансальських боїв з дикими биками і коровами. Іван Петрович зблизився з життям сміливих сторожів тих стад і не раз брав участь з озброєними верховими пастухами в доставці "монади" (партії бойових биків) за десятки верст до місця бою - поході, завжди багатому пригодами".
```

Перебуваючи в Італії, Іван Петрович познайомився з художником  Ге Миколою Миколайовичем , навіть позував йому для фігури апостол апостола Іоанна Богослова в знаменитій картині «Остання вечеря». В Італії він написав на замовлення дві ікони — святого Андрія Первозванного та святої Єлизавети для церкви Іоанна Воїна в Куянівці. Іван Петрович брав участь у міжнародному конкурсі, започаткованому в Австралії на тему із життя негрів, де отримав 1-шу премію. Велика кількість робіт знаходиться у приватних колекціях.
4 квітня 1909 року помер у Провансі, в Франції.

## Родина
Дід — Дмитро Іванович Прянишников походив із орловських дворян і в 1816 р. служив колезьким секретарем.
Батько — Петро Дмитрович Прянишников — був поручиком лейб — гвардійського Гренадерського полку. Народився в Москві, виховувався в приватному пансіоні Бочкова. Підпоручиком брав участь у повстанні декабристів на Сенатській площі Петербурга, за що був заарештований і відправлений в лейб — гвардійський Збірний полк на Кавказ. Звільнений зі служби у званні майора в 1833 р. Працював на Петербурзькій митниці, згодом очолював Гродненську, Керченську, Одеську сухопутну і Таганрозьку митниці. З 19 лютого 1852 р. — начальник Завихоського митного округу (статський радник). Мати — Анастасія Федорівна Ширкова була родом із Курської губернії.
Брат — Прянишников Іполит Петрович (1847—1921 р. р.) — оперний співак (баритон), режисер, педагог, музичний діяч. Початкову освіту здобув у Дрездені, де із семи років навчався гри на скрипці. Грав у складі квартетів. 12- річним хлопцем вступив до Петербурзького морського кадетського корпусу. Закінчив його в 1867 році і 5 років служив на флоті, ходив у закордонні плавання. В 1871 році вийшов у відставку. Співав на сценах театрів Мілана, Болоньї, Парми, Генуї, Флоренції. В 1878—1886 р.р. — соліст Петербурзького Маріїнського театру, в 1886—1889 р.р. — соліст і режисер Тифліського оперного театру. Був першим виконавцем партії Ліонелі («Орлеанська діва», 1882 р.), Мізгіря (1882 р.), Мазепи і Онєгіна (1884 р.). Організував перше в Росії оперне товариство в Києві (1889—1892 р.р.) і в Москві (1892—1893 р.р.), у якому був солістом і головним режисером. Виховав цілу плеяду співаків: М. К. Мравіну, М. А. Славіну, Є. К. Катульську, Г. А. Бакланова, Н. А. Большакова, Н. І. Фігнер.
Брат — Прянишников Олександр Петрович народився в 1854 році. Вищу освіту здобув у Харківському технологічному інституті. Корнет. Учасник російсько — турецької війни 1877—1878 р.р., за хоробрість нагороджений особистою шашкою. Всю війну пройшов у чині унтер — офіцера. Був співвласником Куянівського цукрового заводу і меценатом.

## Палітра художника
Численні малюнки і акварелі Івана Прянишникова підготували написання картини «Атака краснорубашечников Гарибальди», яка наразі знаходиться в приватній колекції, в Парижі. У картині проявилися риси, що є типовими для живопису Прянишникова: невеликий формат, мініатюрна техніка, що прекрасно передавала, зі знанням анатомії, рухи коней і вершників, єдиних у своєму пориві, теплий колорит з декількома мазками білого і червоного кольорів. Картина "Гвардійський ротмістр" написана Іваном Прянишниковым зі свого сусіда Іллі Дмитровича Траскіна, який був ротмістром, служив в гвардійському уланському полку і був присутнім на весіллі його брата Олександра в с. Куянівка.

## Пам'ять
Дев'ятнадцять картин Івана Принишникова зберігаються в Сумському художньому музеї.
Одна з вулиць містечка Сент-Мари-де-ла-заходів на півдні Франції, де Прянишников жив з 1882 р. і до кінця свого життя, носить його ім'я